# Aituaria pontica
Aituaria pontica är en spindelart som först beskrevs av Sergei Aleksandrovich Spassky 1932.  Aituaria pontica ingår i släktet Aituaria och familjen grottspindlar. Inga underarter finns listade i Catalogue of Life.